# FastStone Image Viewer
FastStone Image Viewer — програма для перегляду, сканування, редагування та пакетної обробки зображень під виконанням операційної системи Microsoft Windows. Вона включає вбудований ескізний файловий менеджер і базу даних, тому також може використовуватись як менеджер зображень. Вважається однією з найбільш функціональної безплатною програмою у своєму класі
Має достатній набір функцій, зокрема: перегляд зображень, сканування, видалення ефекту червоних очей, пересилку зображень електронною поштою, зміну розміру, кадрування, ретуш та налаштування кольору. Прогресивний, але інтуїтивний повноекранний режим забезпечує швидкий доступ до EXIF інформації, режиму ескізів і основних функцій через приховані панелі інструментів, які з'являються при підведенні миші до країв екрана.
Інші особливості включають високоякісне збільшення і музичне слайд-шоу з більш ніж 150 ефектами переходу, ефекти тіні, показ анотації, підтримку сканерів, гістограми та багато іншого. Він підтримує всі основні графічні формати (BMP, JPEG, JPEG 2000, анімований GIF, PNG, PCX, PSD, EPS, TIFF, WMF, ICO і TGA) та популярні серед виробників цифрових камер формати RAW (CRW, CR2, NEF, PEF, RAF, MRW, ORF, SRF, ARW, SR2, RW2 і DNG).
Починаючи з версії 3.5, некомерційне використання FastStone Image Viewer є безплатним. Для комерційного використання необхідно зареєструватися.

## Можливості
Основні можливості програми включають перегляд, управління, порівняння зображень, видалення ефекту червоних очей, пересилання електронною поштою, зміна розмірів, обрізання, пакетну обробку, пакетне перейменування, поліпшення кольорів, управління забарвленням, поворот зображень JPEG без погіршення якості, базу даних ескізів (їхній кеш) і, відсутню раніше у конкурентів, лупу. Також функція слайд-шоу, що включає музичні слайд-шоу і понад 150 ефектів переходу. Починаючи з версії 3.0 додалася функція роботи з картами пам'яті. Програма розуміє основні графічні формати (BMP, CUR, GIF, ICO, JPEG, JPEG 2000, PCX, PNG, PSD, TGA, TIFF, WMF), і деякі RAW-формати популярних фотокамер (CRW, CR2, NEF, PEF, RAF, MRW, ORF, SRF і DNG).

### Інші можливості програми
- Редакція та перегляд зображень з можливістю їхнього масштабування і спливаючими панелями меню.
- Лупа, яку можна налаштувати.
- Якісне видалення або, за бажанням користувача, зменшення ефекту червоних очей.
- Редагування зображення: зміна розмірів, обертання, кадрування, підвищення або пониження чіткості та інше.
- Одинадцять алгоритмів зміни розміру на вибір.
- Перетворення зображення: Відтінки сірого, Сепія, Негатив, Зменшення кольорів.
- Накладення спеціальних ефектів: водяні знаки, коментарі, рамки, рельєф, ескіз, картина маслом, збільшене скло, розмиття.
- Багаторівнева історія зміни зображення — можна скасовувати або повторювати дії, що не йдуть підряд.
- Управління зображеннями, в тому числі обробка тегів, підтримка перетягування.
- Гістограма з підрахунком кількості квітів.
- Порівняння зображень (до 4 за 1 раз) для простішого збору забутих фотографій.
- Програма дозволяє працювати з багатосторінковими TIFF.
- Підтримка формату метаданих зображень EXIF.
- Перегляд і редагування коментарів для JPEG.
- Пакетна обробка зображень (включно, перейменування та конвертування).
- Створення слайд-шоу з більш ніж 150 ефектами переходів і музичним супроводом (MP3, WMA, WAV…).
- Створення настроюваного індекс-листа.
- Можливість створювати візитки.
- Отримання зображень зі сканера.
- Існує портативна версія програми, яка не потребує установки.
- Підтримка зміни теми інтерфейсу («шкурок»).
- Можливість створення exe-файлів зі слайд-шоу, що спрощує показ фото на комп'ютерах без встановленого FastStone Image Viewer.